# Szynwałd (województwo małopolskie)
Szynwałd – wieś w Polsce położona w województwie małopolskim, w powiecie tarnowskim, w gminie Skrzyszów.

## Toponimia
Integralne części wsi Szynwałd:
przysiółkiKresy, Świnia Góra, Japonia, Stare drogi.
części wsiBarnasiówka, Czermanicha, Dolce, Dół, Góra, Granica, Grota, Japonia, Kąty, Koło Zakładu, Olszyna, Podkościele, Podrazówki, Pola od Trzemesznej, Prebenda, Prokopówka, Przy Gościńcu, Przy Granicy, Stawiska, Urwa, Wschodnia Góra, Zachodnia Góra

## Położenie
Szynwałd leży w górnej części doliny potoku Wątok, na południowy wschód od Góry św. Marcina, około 14 kilometrów od Tarnowa.

## Historia
Wieś w powiecie pilzneńskim w województwie sandomierskim w latach 70. XVI wieku była własnością wojewody kijowskiego Konstantego Wasyla Ostrogskiego. W latach 1975–1998 miejscowość położona była w województwie tarnowskim.
Wieś została założona przez Spycimira z Melsztyna w pierwszej połowie XIV w. Parafia w Szynwałdzie, powstała również z fundacji Leliwitów, istnieje od 1344 roku.
W 1994 roku Szynwałd obchodził jubileusz 650-lecia istnienia.

## Zabytki
Obiekt wpisany do rejestru zabytków nieruchomych województwa małopolskiego.
- Kościół parafialny pw. Matki Bożej Szkaplerznej.

## Kościół parafialny
Obecny kościół parafialny pw. Matki Bożej Szkaplerznej został wybudowany w latach 1911–1918 w stylu neogotyckim. W wyposażeniu wnętrza znajdują się:
- trzy krucyfiksy (jeden późnogotycki i dwa barokowe) oraz dzwon z XVI w., pochodzące z wcześniejszego kościoła[7].
- wyróżniające się brzmieniem i klasą pośród kościołów diecezji organy wykonane przez Zygmunta Kamińskiego w latach 1943–1947, po remoncie generalnym przeprowadzonym w 2011 roku i dołożeniu głosów nadano im brzmienie francuskich organów romantycznych. Wykorzystywane są jako instrument koncertowy.[potrzebny przypis]

Kościół wybudowano po zburzeniu drewnianego kościoła pw. Wszystkich Świętych z 1550 roku.

## Osoby związane z miejscowością
- Józef Grzegorz Wojtarowicz, biskup tarnowski.
- Barbara Horawianka, znaczną część swojego dzieciństwa spędziła w Szynwałdzie[11].